# Coalizione Civica ARI
Coalizione Civica ARI (in spagnolo: Coalición Cívica ARI - CC-ARI) è un partito politico argentino di orientamento social-liberale. Fondato nel novembre 2002 con il nome di Sostegno per una Repubblica Egualitaria (Afirmación por una República Igualitaria - ARI) ha assunto l'odierna denominazione nell'ottobre 2009.

## Storia

### Origini
Nel dicembre del 2000 alcuni dissidenti dell'Alleanza per il Lavoro, la Giustizia e l'Istruzione (Alianza para el Trabajo, la Justicia y la Educación, Alianza), in contrasto con il governo guidato dal Presidente Fernando de la Rúa, formarono un gruppo parlamentare autonomo. Successivamente, il Vicepresidente Carlos Chacho Álvarez, contrario alla politica considerata troppo neoliberista, rassegnò le dimissioni; dopo alcuni mesi, in vista delle elezioni parlamentari del 2001, un gruppo di sinistra dell'Unione Civica Radicale decise di lasciare il partito e di fondare il movimento Alternativa per una Repubblica di Eguali, guidato da Elisa Carrió. Alianza ottenne 15,4% dei voti e sette seggi, mentre il movimento di Carrió conseguì il 9,2% con quattro seggi.
Alle successive elezioni presidenziali l'ARI candidò la sua fondatrice e ottenne il 14% dei voti, affermandosi come una delle cinque forze politiche più importanti del paese. La Carrió non superò il primo turno mentre; la sfida fu tra il peronista conservatore-liberista Carlos Menem e il peronista socialdemocratico Néstor Kirchner. Kirchner vinse per il ritiro di Menem.
Alle elezioni parlamentari in Argentina del 2005 l'ARI ottenne il 7,2% e 8 seggi su 257 seggi e a questi bisognava aggiungere i precedenti seggi conquistati alle elezioni di quattro anni prima. Intanto la Carrió si fece portavoce dell'opposizione al Presidente Kirchner, non tanto per l'azione socio-economica sostanzialmente condivisa, quanto per gli scandali di corruzione e per l'eccessiva concentrazione di potere nelle mani del governo nazionale.

### La nascita diCoalizione Civica
Nel frattempo l'ARi si organizzò con altri movimenti d'ispirazione progressista e centrista per fondare nell'aprile 2007 la Coalizione Civica un'alleanza-partito che puntava alla conquista del governo nazionale. Con la nascita della CC si intesificarono i rapporti con il Partito Socialista.
Alle presidenziali del 2007 la Carrió fu di nuovo candidata ma ottenne il 23% dei voti contro il 45% della moglie di Néstor Kirchner, Cristina Fernández che decise di presentarsi al posto del marito. La CC rappresenta quindi la principale forza di opposizione. Nello stesso giorno l'ARI conquista la carica di Governatore della Provincia della Terra del Fuoco con la sua candidata Fabiana Ríos.

### LaCoalizione Civica ARI
Alle elezioni legislative del 2009 erano in gioco 127 seggi alla Camera e 24 al Senato. Alle elezioni la CC si presentò nella coalizione "Accordo Civico e Sociale" (ACyS).
Alla Camera, l'ACyS è risultato primo in 8 stati, ed ha conquistato 42 seggi, contro i 26, che già possedeva (16 in più). I Kirchneristi (FpV - PJ e alleati) hanno in tutto perso 24 seggi, mentre l'Union-PRO (peronisti conservatori) hanno guadagnato 12 seggi. I Kirchneristi si sono storvati in tal modo minoritari alla Camera (13 seggi in meno della metà).
Al Senato, l'ACyS ha guadagnato 7 seggi (da 7 a 14), mentre i Kirchneristi hanno perso 4 seggi (da 12 a 8). Anche al Senato i Kircheniristi hanno perso la maggioranza, avendo 36 seggi su 74.

## Loghi

Logo 2002-2010
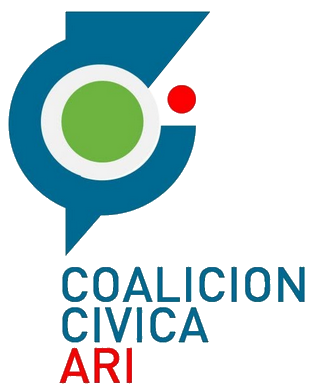
Logo dal 2010